# Distretto di Gabrovo
Il distretto di Gabrovo (in bulgaro Област Габрово?) è uno dei 28 distretti della Bulgaria ed è situato al centro della nazione.

## Comuni
Il distretto è diviso in 4 comuni:
| Comune   | Bulgaro  | Pop.   |
| -------- | -------- | ------ |
| Drjanovo | Дряново  | 10.663 |
| Gabrovo  | Габрово  | 76.121 |
| Sevlievo | Севлиево | 42.307 |
| Trjavna  | Трявна   | 13.677 |